# 阿里·塞林格
阿里·塞林格（英語：Arie Selinger，希伯來語：‎，1937年4月5日—）是一名以色列排球教練和前運動員。他被公認為有史以來最偉大的排球教練之一。他在1980年代將美國國家女子排球隊打造成一支強隊，功不可沒。
1995年，塞林格入選國際排球名人堂。

## 以色列國家隊
由於塞林格的運動能力和跳躍能力，他曾在1954年至1963年期間入選以色列國家男子排球隊。

## 教練生涯

### 美國女子隊
1975年至1984年，塞林格擔任美國國家女子排球隊主教練，該隊先後獲得1982年秘魯利馬世界排球錦標賽銅牌和1984年洛杉磯夏季奧運會銀牌。塞林格執教的球員包括傳奇排球運動員弗洛拉·海曼。

### 荷蘭男子隊
在1992年西班牙巴塞隆納夏季奧運會上，塞林格也作為荷蘭國家男子排球隊教練獲得銀牌。

### 日本女子隊
1992年至2006年，塞林格曾執教日本國家女子排球隊。

## 個人生活
塞林格出生於波蘭。第二次世界大戰期間，他於1942年至1945年被關進貝爾根-貝爾森集中營，後來被盟軍解放。
塞林格是荷蘭退休排球運動員兼教練阿維塔·塞林格的父親。